# مايك هوران
مايك هوران (بالإنجليزية: Mike Horan)‏ هو لاعب دوري الرغبي وسياسي أسترالي، ولد في 1 يوليو 1944 في بريزبان في أستراليا. حزبياً، نشط في الحزب الوطني الليبرالي في كوينزلاند. وقد انتخب عضو المجلس التشريعي ولاية كوينزلاند وانتخب Leader of the Opposition (Queensland) ‏.